# Sitio de Dara (573)
El sitio de Dara se produjo en 573, durante la guerra bizantino-sasánida de 572-591. El asedio duró cuatro meses, y terminó con la caída de la ciudad a manos de los persas sasánidas. La noticia de la caída de Dara, que durante mucho tiempo fue un importante bastión bizantino en la Alta Mesopotamia, al parecer afectó la salud mental del emperador Justino II.